# Potter & Potter
Potter & Potter ist ein Auktionshaus in Chicago, USA, das sich auf den Verkauf von seltenen Büchern, American Paper, Spielkarten, Glückspiel-Utensilien, Plakaten und Zauberrequisiten aus alter und neuer Zeit spezialisiert hat.
Potter & Potter ist das einzige Auktionshaus, das regelmäßig Verkäufe auf dem Gebiet der Zauberkunst durchführt.

## Geschichte
Das Unternehmen wurde 2007 von Gabe Fajuri und seinem Vater gegründet. Gabe Fjuri ist derzeit (2019) Präsident. Jede Auktion wird mit einem ausführlichen und reichlich bebilderten Katalog begleitet, der in gedruckter wie auch in digitaler Version zur Verfügung steht. Fachleute schätzen die stets historisch fundierten Beschreibungen der Exponate. Steigern kann man direkt vor Ort, per Telephon oder online.

## Auktionskataloge Potter & Potter (Auswahl)
- Marketplace Auction: Magic, 18. Januar 2009
- The Collection of Jay Marshall Part III, 26. April 2009
- Dai Vernon/Bruce Cervon Collections, 30. Januar 2010
- The Collections of Jay Marshall Part IV, 16. Mai 2010
- Zarrow/Fox/Vernon Collections, 23. Oktober 2010
- Gambling Memorabilia Auction, 29. Januar 2011
- Rare Poster, Conjuring and Allied Arts, 26. März 2011
- Mullica/Taylor, 22. Mai 2011,
- Sampler, 17. August 2011,
- Salon de Magie – Selections from Ken Klosterman, 29. Oktober 2011
- Larry Jennings Collections, 28. Januar 2012
- The Collection of John McKinven, 25. Mai 2012
- Gambling Memorabilia, 23. Juni 2012
- The Collection of Charles Raymond Reynolds, 27. Oktober 2012
- Winter Magic Auction, 2. Februar 2013
- Cardini – The Suave Deceiver, 6. April 2013
- Gambling Memorabilia Auction, 18. Mai 2013
- Summer Shelf Sale, 27. Juli 2013
- Magic Memorabilia at Magic Live, 14. August 2013
- Bill King, 26. Oktober 2013
- Magic Memorabilia, 14. August 2013
- Burton S. Sperber, 8. Februar 2014
- Spring Magic Auction, 26. April 2014
- The Devil’s Picturebook, 31. Mai 2014
- Houdiana, 23. August 2014
- Fall Magic Auction, Channing Pollock, 1. November 2014
- The Collection of JP Jackson, 7. Februar 2015
- The Magic Collection of Rich Bloch, 4. April 2015
- Old & Rare Conjuring Books, 31. Mai 2015
- Gambling Memorabilia & Rare Playing Cards, 27. Februar 2015
- Magic Memorabilia at Magic Live, 12. August 2015
- Advertising Coin-Op & Vintage Posters, 19. September 2015

## Rekordauktionen (Auswahl)
- 2011, Memorabila – Tom Mullica: Mullica-(Trick) Brieftasche: 9.600 USD
- 2012, Larry Jennings Sammlung: Dai Vernons Ringspiel: 8.000 USD
- 2013, Cardini: Cardinis Monokel: 10.000 USD
- 2013, Cardinis Smoking: 72.000 USD
- 2014, Poster und Theater Plakate: Okito’s Mat Trick, 16.000 USD
- 2014, Poster und Theater Plakate: Okito’s Stage Worn Chinese Robe: 11.000 USD
- 2014, Houdiana, Houdini Large Letter Lock: 16.000 USD
- 2014, Houdiana, Houdinis Sammelalbum über Spiritualismus: 36.000 USD
- 2015, Old & Rare Conjuring Books, The Discoverie of Witchcraft von 1584: 38.000 USD
- 2015, The Magic Collection of Richard Bloch: Kerry Pollocks Enchanted Bottle: 9.750 USD
- 2015, The Magic of Ronald Wohl (Ravelli): Erstausgabe Expert at the Card Table: 8.500 USD

## Nachweise
1. ↑  Weltkunst, Oktober 2015, Seite 103
2. ↑  Magic Magazine, Vol. 22, No. 10, Seite 23